# Sydpyongan
Sydpyongan (P'yŏngan-namdo) er en provins i Nordkorea. Provinsen grænser i nord til Nordpyongan og Chagang, i sydøst Sydhamgyong og Kangwon og i syd Nordhwanghae og Pyongyang. Regionen blev etableret i 1896 ved en deling af den koreanske region Pyongan. Regionshovedstaden er Pyongsong.

## Administrativ inddeling
Regionen er delt ind i en specialby («t'ŭkpyŏlsi»), fem byer («si»), tre distrikter (ett «gu» og to «chigu») og femten amter («kun»).
| - Namp'o (Namp'o T'ŭkpyŏlsi; 남포 특급시; 南浦 特級市; etableret i 2004) - P'yŏngsŏng-si (provinshovedstad; 평성시; 平城市; etableret i december 1969) - Anju-si (안주시; 安州市; etableret i august 1987) - Kaech'ŏn-si (개천시, 价川市; etableret i august 1990) - Sunch'ŏn-si (순천시; 順川市; etableret i oktober 1983) - Tŏkch'ŏn-si (덕천시; 德川市; etableret i juni 1986) Disse tidligere amter i SydPyongan blev slået sammen med Nampo i 2004: - Ch'ŏllima-kun (천리마군; 千里馬郡) - Kangsŏ-kun (강서군; 江西郡) - Ryonggang-kun (룡강군; 龍岡郡) - Taean-kun (대안군; 大安郡) | - Ch'ŏngnam-gu (청남구; 清南區) - Tŭkchang-chigu (득장지구; 得場地區) - Ungok-chigu (운곡지구; 雲谷地區) - Chungsan-kun (증산군; 甑山郡) - Hoech'ang-kun (회창군; 檜倉郡) - Maengsan-kun (맹산군; 孟山郡) - Mundŏk-kun (문덕군; 文德郡) - Nyŏngwŏn-kun (녕원군; 寧遠郡) - Onch'ŏn-kun (온천군; 溫泉郡) - Pukch'ang-kun (북창군; 北倉郡) - P'yŏngwŏn-kun (평원군; 平原郡) - Sinyang-kun (신양군; 新陽郡) - Sŏngch'ŏn-kun (성천군; 成川郡) - Sukch'ŏn-kun (숙천군; 肅川郡) - Taehŭng-gun (대흥군; 大興郡) - Taedong-kun (대동군; 大同郡) - Ŭnsan-kun (은산군; 殷山郡) - Yangdŏk-kun (양덕군; 陽德郡) |

## Notater
1. ↑  Korean Central Bureau of Statistics: 2008 Population Census (Folketelling 2008, publisert i 2009)

39°15′N 125°51′Ø / 39.25°N 125.85°Ø